# Thống phụ
Thống phụ là một chức danh của giáo hội Công giáo Rôma, dành cho người đứng đầu các liên hiệp chi dòng trên toàn thế giới.
Nhiều tu viện liên kết với nhau có thể thành viên trong cùng một giáo phận, giáo tỉnh, hoặc quốc gia; Mục đích của liên hiệp là để thúc đẩy lợi ích chung của tu viện dòng.